# Eksperiment LHCb
Eksperiment LHCb ( Large Hadron Collider beauty - Veliki hadronski trkalnik lepota) je eden izmed osmih poskusov  na področju fizike delcev, ki zbira podatke na Velikem hadronskem trkalniku v CERN-u .  LHCb je specializiran eksperiment b-fizike, namenjen predvsem merjenju parametrov za kršitev CP v interakcijah b-hadronov (težkih delcev, ki vsebujejo kvark dno). Te vrste študije lahko pomagajo razložiti asimetrijo materije-antimaterije vesolja. Detektor je zmožen tudi opravljati meritve proizvodnih presekov, spektroskopijo eksotičnih hadronov, meritve na področju čara in elektrošibke sile v sprednjem območju. Sodelovanje v projektu LHCb, v katerem so razvili detektor in v katerem beležijo, vrednotijo in  analizirajo dogodke v poskusu, zaposluje 1260 ljudi z 74 znanstvenih inštitutov iz 16 držav.  Chris Parkes  je 1. julija 2020  kot predstavnik za tisk nasledil Giovannija Passalevo (tiskovni predstavnik 2017-2020).  Poskus se nahaja na točki 8 v predoru LHC blizu Ferney-Voltaire v Franciji, tik čez mejo od Ženeve. Isto kaverno deli z njim (mali) poskus MoEDAL.

## Fizikalni cilji
Poskus ima širok program na področju fizike osnovnih delcev, zajema številne pomembne vidike močnega okusa (tako lepote kot čara),elektrošibke in kvantne kromodinamične (QCD) fizike. Odločili so se za  šest ključnih meritev, v katerih igrajo glavno vlogo  mezoni B. Opis meritev je najti v road-map dokumentu,  osrednjem fizikalnem programu za prvi  LHC visokih energij v letih 2010–2012. Gre za:
- Merjenje razvejitvenega razmerja za redki razpad Bs → μ + μ - .
- Merjenje asimetrije mionskega para naprej in nazaj v razpadu B d → K * μ + μ - . Tak nevtralen pretok, ki spreminja okus,  v Standardnem modelu fizike delcev  na nivoju dreves ni možen in se pojavi samo v Feynmanovih diagramih  z okvirji in zankami; na lastnosti razpada lahko nova fizika občutno vpliva.
- Merjenje faze razpada bs → J / ψ φ, ki krši CP zaradi interference med razpadi z oscilacijami Bs in brez njih Ta faza je po standardnem modelu, ena od CP opazljivk z najmanjšo teoretično negotovostjo, tako da jo nova fizika lahko znatno spremeni.
- Merjenje lastnosti sevalnih B razpadov, tj razpadov B-mezonov s fotoni kot končnimi stanji. Natančneje, gre spet za razpade z nevtralnim pretokom, ki spreminjajo okus.
- Merjenje kota unitarnega trikotnika γ na drevesni ravni.
- Dvo-telesni nabiti B-razpadi brez čara.

## Detektor LHCb
Dejstvo, da se dva b-hadrona rojevata pretežno  v istem prednjem stožcu, je osrednjega pomena za zasnovo detektorja LHCb. Detektor LHCb je enoročni spektrometer v smeri naprej s pokritostjo polarnega kota  od 10 do 300 miliradianov (mrad) v vodoravni in 250 mrad v navpični ravnini. Za asimetrijo med vodoravno in navpično ravnino je odločilen velik dipolni magnet z glavno komponento polja v navpični smeri.

### Podsistemi
Lokator verteksov (VELO) obdaja področje, kjer prihaja do interakcije med protoni.   Njegova naloga je meriti poti delcev blizu točke interakcije, kar omogoča natančno razločiti med primarnimi in sekundarnimi verteksi.
- Lokator verteksov (VELO) med izgradnjo
- En od elementov sistema VELO

Detektor deluje na razdalji 7 mm (0,28 in) od osi žarka LHC. To pomeni ogromen pretok delcev; VELO je zasnovan tako, da vzdrži integrirane tokove več kot 10 14 p / cm 2 na leto za dobo kakih treh let. Detektor deluje v vakuumu in se hladi na približno −25 °C (−13 °F) z uporabo dvofaznega sistema na osnovi  CO2. Podatke detektorja VELO ojačuje in odčitava Beetle ASIC .
 
Detektor RICH-1 (detektorski slikovni prstan Čerenkov ) je neposredno za detektorjem vertex. Njegov namen je identificirati sledi delcev z nizko gibalno količino.
Glavni sledilni  sistem za sledenje je pred in za dipolnim magnetom. Uporablja se za rekonstrukcijo poti nabitih delcev in za merjenje njihovih gibalnih količin. Sledilnik sestavljajo trije poddetektorji:
- Sledilnik Turicensis, detektor v obliki silicijevega traku, pred dipolnim magnetom LHCb
- Zunanji sledilnik. Detektor na osnovi slamic,  nahaja se za dipolnim magnetom in pokriva zunanji del sprejetja detektorja
- Notranji sledilnik,  detektor v obliki silicijevega traku za dipolnim magnetom, ki pokriva notranji del sprejetja detektorja

Za sledilnim sistemom je na vrsti RICH-2. Omogoča identificirati, za katero vrsto delcev gre pri sledeh z visoko gibalno količino.
Elektromagnetni in hadronski kalorimetri merijo energije elektronov, fotonov in hadronov. Te meritve se uporabljajo na sprožilni ravni za razpoznavanje delcev z veliko prečno gibalno količino (t.i. delce z visokim Pt).
Mionski sistem se uporablja za razpoznavanje in sprožanje, kadar gre pri dogodkih za  mione.

### Nadgradnja LHCb (2019–2021)
Konec leta 2018 so LHC ustavili zaradi nadgradnje, ponovni zagon pa je za zdaj predviden v začetku leta 2022. V detektorju LHCb je treba posodobiti ali zamenjati skoraj vse poddetektorje.  Posodobljeni bodo tudi RICH detektorji, pa tudi celotna detektorska elektronika. Najpomembnejša sprememba pa je vsekakor prehod na popolnoma programsko sprožanje eksperimenta, kar pomeni, da bodo vsako posneto trčenje analizirali komplicirani in dovršeni programi brez vmesnega koraka, to je brez filtriranja v strojni opremi (ki je v preteklosti bilo ozko grlo). 

## Rezultati
Med tekom trkov p-p  leta 2011 je LHCb zabeležil integrirano svetilnost 1 fb −1 pri energiji trka 7 TeV. Leta 2012 je svetilnost narasla na približno 2 fb −1 pri energiji 8 TeV.  V letih 2015-2018 (2. tek LHC) so zajeli približno 6 fb −1 pri energiji središča mase 13 TeV. Poleg tega so zajeli manjše količine podatkov v trkih proton-svinec in svinec-svinec. Zasnova LHCb je prav tako omogočala preučevati trke delcev s plinom (helijem ali neonom), vbrizganim v notranjost VELO, kar je te eksperimente naredilo podobne trkom s fiksno tarčo (ta konfiguracija poskusa se običajno imenuje "SMOG").  Ti rezultati omogočajo program natančnih preskusov standardnega modela povezati s številnimi dodatnimi meritvami. Od leta 2021 je LHCb objavil več kot 500 znanstvenih člankov. 

### Hadronska spektroskopija
LHCb je zasnovan za preučevanje hadronov b in c (beauty - lepota ali dno, in c - čar). Poleg natančnih študij znanih delcev, kot je skrivnostni X (3872), so s poskusom odkrili številne nove hadrone. Od leta 2021 so vsi štirje poskusi LHC odkrili približno 60 novih hadronov, od tega jih je veliko večino našel LHCb.  V letu 2015 je  analiza razpada barionov dno lambda (Λ0
b) na LHCb dokazala nedvomen obstoj pentakvarkov  , do odkritja je menda prišlo čisto "naključno". Druga pomembna odkritja so "dvojno očarani" barion {\displaystyle \Xi _{\rm {cc}}^{++}} leta 2017, prvi znani barion z dvema težkima kvarkoma; in popolnoma "očarani"  tetrakvark {\displaystyle \mathrm {T} _{\rm {cccc}}} leta 2020, sestavljen iz dveh čar kvarkov in dveh čar antikvarkov.
|    | Sestava delca                                  | Ime delca                                    | Vrsta          | Odkrit leta |
| -- | ---------------------------------------------- | -------------------------------------------- | -------------- | ----------- |
| 1  | {\displaystyle {\rm {bud}}}                    | {\displaystyle \Lambda _{\rm {b}}(5912)^{0}} | vzbujen barion | 2012        |
| 2  | {\displaystyle {\rm {bud}}}                    | {\displaystyle \Lambda _{\rm {b}}(5920)^{0}} | vzbujen barion | 2012        |
| 3  | {\displaystyle {\rm {c{\bar {u}}}}}            | {\displaystyle {\rm {D_{J}(2580)^{0}}}}      | vzbujen mezon  | 2013        |
| 4  | {\displaystyle {\rm {c{\bar {u}}}}}            | {\displaystyle {\rm {D_{J}(2740)^{0}}}}      | vzbujen mezon  | 2013        |
| 5  | {\displaystyle {\rm {c{\bar {d}}}}}            | {\displaystyle {\rm {D_{J}^{*}(2760)^{+}}}}  | vzbujen mezon  | 2013        |
| 6  | {\displaystyle {\rm {c{\bar {u}}}}}            | {\displaystyle {\rm {D_{J}(3000)^{0}}}}      | vzbujen mezon  | 2013        |
| 7  | {\displaystyle {\rm {c{\bar {u}}}}}            | {\displaystyle {\rm {D_{J}^{*}(3000)^{0}}}}  | vzbujen mezon  | 2013        |
| 8  | {\displaystyle {\rm {c{\bar {d}}}}}            | {\displaystyle {\rm {D_{J}^{*}(3000)^{+}}}}  | vzbujen mezon  | 2013        |
| 9  | {\displaystyle {\rm {c{\bar {s}}}}}            | {\displaystyle {\rm {D_{s1}^{*}(2860)^{+}}}} | vzbujen mezon  | 2014        |
| 10 | {\displaystyle {\rm {bsd}}}                    | {\displaystyle \Xi _{\rm {b}}^{'-}}          | vzbujen barion | 2014        |
| 11 | {\displaystyle {\rm {bsd}}}                    | {\displaystyle \Xi _{\rm {b}}^{*-}}          | vzbujen barion | 2014        |
| 12 | {\displaystyle {\rm {{\bar {b}}u}}}            | {\displaystyle {\rm {B_{J}(5840)^{+}}}}      | vzbujen mezon  | 2015        |
| 13 | {\displaystyle {\rm {{\bar {b}}d}}}            | {\displaystyle {\rm {B_{J}(5840)^{0}}}}      | vzbujen mezon  | 2015        |
| 14 | {\displaystyle {\rm {{\bar {b}}u}}}            | {\displaystyle {\rm {B_{J}(5970)^{+}}}}      | vzbujen mezon  | 2015        |
| 15 | {\displaystyle {\rm {{\bar {b}}d}}}            | {\displaystyle {\rm {B_{J}(5970)^{+}}}}      | vzbujen mezon  | 2015        |
| 16 | {\displaystyle {\rm {c{\bar {c}}uud}}}         | {\displaystyle {\rm {P_{c}(4380)^{+}}}}      | pentakvark     | 2015        |
| 17 | {\displaystyle {\rm {c{\bar {c}}s{\bar {s}}}}} | {\displaystyle {\rm {X(4274)}}}              | tetrakvark     | 2016        |
| 18 | {\displaystyle {\rm {c{\bar {c}}s{\bar {s}}}}} | {\displaystyle {\rm {X(4500)}}}              | tetrakvark     | 2016        |
| 19 | {\displaystyle {\rm {c{\bar {c}}s{\bar {s}}}}} | {\displaystyle {\rm {X(4700)}}}              | tetrakvark     | 2016        |
| 20 | {\displaystyle {\rm {c{\bar {u}}}}}            | {\displaystyle {\rm {D_{3}^{*}(2760)^{0}}}}  | vzbujen mezon  | 2016        |
| 21 | {\displaystyle {\rm {cud}}}                    | {\displaystyle \Lambda _{\rm {c}}(2860)^{+}} | vzbujen barion | 2017        |
| 22 | {\displaystyle {\rm {css}}}                    | {\displaystyle \Omega _{\rm {c}}(3000)^{0}}  | vzbujen barion | 2017        |
| 23 | {\displaystyle {\rm {css}}}                    | {\displaystyle \Omega _{\rm {c}}(3050)^{0}}  | vzbujen barion | 2017        |
| 24 | {\displaystyle {\rm {css}}}                    | {\displaystyle \Omega _{\rm {c}}(3066)^{0}}  | vzbujen barion | 2017        |
| 25 | {\displaystyle {\rm {css}}}                    | {\displaystyle \Omega _{\rm {c}}(3090)^{0}}  | vzbujen barion | 2017        |
| 26 | {\displaystyle {\rm {css}}}                    | {\displaystyle \Omega _{\rm {c}}(3119)^{0}}  | vzbujen barion | 2017        |
| 27 | {\displaystyle {\rm {ccu}}}                    | {\displaystyle \Xi _{\rm {cc}}^{++}}         | barion         | 2017        |
| 28 | {\displaystyle {\rm {bsd}}}                    | {\displaystyle \Xi _{\rm {b}}(6227)^{-}}     | vzbujen barion | 2018        |
| 29 | {\displaystyle {\rm {buu}}}                    | {\displaystyle \Sigma _{\rm {b}}(6097)^{+}}  | vzbujen barion | 2018        |
| 30 | {\displaystyle {\rm {bdd}}}                    | {\displaystyle \Sigma _{\rm {b}}(6097)^{-}}  | vzbujen barion | 2018        |
| 31 | {\displaystyle {\rm {c{\bar {c}}}}}            | {\displaystyle \psi _{3}(3842)}              | vzbujen mezon  | 2019        |
| 32 | {\displaystyle {\rm {c{\bar {c}}uud}}}         | {\displaystyle {\rm {P_{c}(4312)^{+}}}}      | pentakvark     | 2019        |
| 33 | {\displaystyle {\rm {c{\bar {c}}uud}}}         | {\displaystyle {\rm {P_{c}(4440)^{+}}}}      | pentakvark     | 2019        |
| 34 | {\displaystyle {\rm {c{\bar {c}}uud}}}         | {\displaystyle {\rm {P_{c}(4457)^{+}}}}      | pentakvark     | 2019        |
| 35 | {\displaystyle {\rm {bud}}}                    | {\displaystyle \Lambda _{\rm {b}}(6146)^{0}} | vzbujen barion | 2019        |
| 36 | {\displaystyle {\rm {bud}}}                    | {\displaystyle \Lambda _{\rm {b}}(6152)^{0}} | vzbujen barion | 2019        |
| 37 | {\displaystyle {\rm {bss}}}                    | {\displaystyle \Omega _{\rm {b}}(6340)^{-}}  | vzbujen barion | 2020        |
| 38 | {\displaystyle {\rm {bss}}}                    | {\displaystyle \Omega _{\rm {b}}(6350)^{-}}  | vzbujen barion | 2020        |
| 27 | {\displaystyle {\rm {bud}}}                    | {\displaystyle \Lambda _{\rm {b}}(6070)^{0}} | vzbujen barion | 2020        |
| 40 | {\displaystyle {\rm {csd}}}                    | {\displaystyle \Xi _{\rm {c}}(2923)^{0}}     | vzbujen barion | 2020        |
| 41 | {\displaystyle {\rm {csd}}}                    | {\displaystyle \Xi _{\rm {c}}(2939)^{0}}     | vzbujen barion | 2020        |
| 42 | {\displaystyle {\rm {cc{\bar {c}}{\bar {c}}}}} | {\displaystyle {\rm {T_{cccc}}}}             | tetrakvark     | 2020        |
| 43 | {\displaystyle {\rm {{\bar {c}}d{\bar {s}}u}}} | {\displaystyle {\rm {X_{0}(2900)}}}          | tetrakvark     | 2020        |
| 44 | {\displaystyle {\rm {{\bar {c}}d{\bar {s}}u}}} | {\displaystyle {\rm {X_{1}(2900)}}}          | tetrakvark     | 2020        |
| 45 | {\displaystyle {\rm {bsu}}}                    | {\displaystyle \Xi _{\rm {b}}(6227)^{0}}     | vzbujen barion | 2020        |
| 46 | {\displaystyle {\rm {{\bar {b}}s}}}            | {\displaystyle {\rm {B_{s}(6063)^{0}}}}      | vzbujen mezon  | 2020        |
| 47 | {\displaystyle {\rm {{\bar {b}}s}}}            | {\displaystyle {\rm {B_{s}(6114)^{0}}}}      | vzbujen mezon  | 2020        |
| 48 | {\displaystyle {\rm {c{\bar {s}}}}}            | {\displaystyle {\rm {D_{s0}(2590)^{+}}}}     | tetrakvark     | 2020        |
| 49 | {\displaystyle {\rm {c{\bar {c}}s{\bar {s}}}}} | {\displaystyle {\rm {X(4630)}}}              | tetrakvark     | 2021        |
| 50 | {\displaystyle {\rm {c{\bar {c}}s{\bar {s}}}}} | {\displaystyle {\rm {X(4685)}}}              | tetrakvark     | 2021        |
| 51 | {\displaystyle {\rm {c{\bar {c}}u{\bar {s}}}}} | {\displaystyle {\rm {Z_{cs}(4000)^{+}}}}     | tetrakvark     | 2021        |
| 52 | {\displaystyle {\rm {c{\bar {c}}u{\bar {s}}}}} | {\displaystyle {\rm {Z_{cs}(4220)^{+}}}}     | tetrakvark     | 2021        |

1. ↑  Okrajšave so prva črka angleškega imena za kvark (gor='u', dol='d', vrh='t', dno='b', čar='c', čuden='s'). protikvarki imajo nadčrto.
2. ↑  Dotedaj še neodkrita kombinacija kvarkov
3. ↑  Dotlej še neodkrita kombinacija kvarkov, prvi barion z dvema čar kvarkoma, edini na LHC doslej odkriti delec, ki razpada šibko
4. ↑  Vzporedno odkritje v CMS, kjer še ni bilo dovolj podatkov za objavo
5. ↑  Dotedaj še neodkrita kombinacija kvarkov, prvi tetrakvark izključno samo iz čar kvarkov
6. ↑  Dotedaj še neodkrita kombinacija kvarkov, prvi tetrakvark iz štirih različnih kvarkov

### Kršitev CP in mešanje
Študije kršitve simetrije naboj-parnost (CP) v razpadih B-mezonov so osrednji cilj preskusa LHCb. Od leta 2021 meritve LHCb z izjemno natančnostjo potrjujejo sliko, ki jo opisuje trikotnik enotnosti CKM. Kot {\displaystyle \gamma \,\,(\alpha _{3})} trikotnika enotnosti je zdaj znan na približno 4 ° in se sklada s posrednimi določitvami. 
Leta 2019 je LHCb sporočil, da je pri razpadih čarnih mezonov odkril kršitve CP.  To je prvič, da je kršitev CP bilo opaziti pri razpadih delcev, ki niso kaoni ali B-mezoni. Stopnja opazovane asimetrije CP je na zgornjem robu obstoječih teoretičnih napovedi, kar je sprožilo kar nekaj zanimanja med teoretiki delcev glede možnosti za fiziko onkraj Standardnega modela. 
V letu 2020 je LHCb  objavil odkritje časovno odvisne kršitve CP pri razpadih mezonov Bs.  Frekvenco oscilacije mezonov Bs  v antidelec in nazaj so izmerili z veliko  z veliko natančnostjo leta 2021.

### Redki razpadi
Redki razpadi so načini razpada, ki so v Standardnem modelu močno zatrti, tako da so občutljivi za možne vplive še neznanih fizikalnih mehanizmov.
Leta 2014 sta poskusa LHCb in CMS objavila skupni članek v Nature, v katerem sta poročala o odkritju zelo redkega razpada {\displaystyle \mathrm {B} _{\rm {s}}^{0}\to \mu ^{+}\mu ^{-}}, za katerega pogostnost so ugotovili, da je blizu napovedi Standardnega modela.  Ta meritev je močno omejila možni prostor parametrov za supersimetrične teorije, ki  za ta razpad pričakujejo občutno zvišano verjetnost. Od takrat je LHCb objavil več člankov z natančnejšimi meritvami tega razpada.
V več redkih razpadih mezonov B so ugotovili anomalije. Najbolj znan primer v t.i. {\displaystyle \mathrm {P} _{5}^{'}} kotni opazljivki v razpadu  {\displaystyle \mathrm {B} ^{0}\to \mathrm {K} ^{*0}\mu ^{+}\mu ^{-}}, kjer odstopanje med meritvami in teoretično napovedjo vztraja že leta dolgo.  Izmerjene verjetnosti za več redkih razpadov se ravno tako razlikujejo od teoretičnih napovedi, čeprav imajo slednje precejšnje negotovosti.

### Univerzalnost leptonskega okusa
V standardnem modelu naj bi bile sklopke nabitih leptonov (elektron, muon in tau lepton) na merilne bozone enake, edina razlika pa bi izhajala iz leptonskih mas. Ta postulat se imenuje "univerzalnost leptonskega okusa". Posledično bi morali pri razpadih b hadronov elektroni in mioni nastajati s podobno pogostnostjo, majhna razlika zaradi leptonskih mas pa je natančno izračunana.
LHCb je primerjal razpade {\displaystyle \mathrm {B} ^{+}\to \mathrm {K} ^{+}\mu ^{+}\mu ^{-}} in {\displaystyle \mathrm {B} ^{+}\to \mathrm {K} ^{+}\mathrm {e} ^{+}\mathrm {e} ^{-}},  in podobne procese, in odkril, da odstopajo od teh napovedi.  Ti razpadi pa so zelo redki, tako da je za dokončne zaključke potreben večji nabor podatkov.
Marca 2021 je LHCb objavil, da je anomalija v univerzalnosti leptonov presegla prag statistične značilnosti "3 sigma ", kar pomeni p-vrednost 0,1%.  Izmerjena vrednost 
{\displaystyle R_{\rm {K}}={\frac {{\mathcal {B}}(\mathrm {B} ^{+}\to \mathrm {K} ^{+}\mu ^{+}\mu ^{-})}{{\mathcal {B}}(\mathrm {B} ^{+}\to \mathrm {K} ^{+}\mathrm {e} ^{+}\mathrm {e} ^{-})}}}= {\displaystyle 0.846_{-0.041}^{+0.044}}
kjer je simbol {\displaystyle {\mathcal {B}}}  verjetnost, da do razpada pride. Standardni model napoveduje vrednost blizu 1. 
LHCb je prispeval k raziskavam kvantne kromodinamike, elektrošibke fizike in zagotovil meritve preseka za fiziko astro delcev. 